# 検疫法
検疫法（けんえきほう、昭和26年6月6日法律第201号）は、日本国内に常在しない感染症の病原体が船舶・航空機を介して国内に侵入することの防止と、船舶・航空機に関し感染症の予防に必要な措置を講じることに関する日本の法律である（1条）。
主務官庁は厚生労働省健康・生活衛生局感染症対策部企画・検疫課だが、一部医薬局監視指導・麻薬対策課が担当する事務がある。また内閣感染症危機管理統括庁、国土交通省航空局航空安全推進課および港湾局海岸・防災課、農林水産省消費・安全局動物衛生課および植物防疫課、法務省出入国在留管理庁出入国管理課と連携して執行にあたる。

## 構成
- 第一章 総則（第1上 - 第3条）
- 第二章 検疫（第4条 - 第23条の2）
- 第三章 検疫所長の行うその他の衛生業務（第24条 - 第27条の2）
- 第四章 雑則（第28条 - 第41条）
- 附則

## 検疫感染症
| 根拠法令    | 根拠法令            | 感染症の名称 | 法第16条第3項 (施行令第1条の3) による停留期間 | 感染症法上の分類                         |
| ----------- | ------------------- | --- | --------------------------------------------- | ---------------------------------------- |
| 検疫法第2条 | 第1項               | エボラ出血熱 | 504時間                                       | 一類感染症 （第6条第2項）                |
| 検疫法第2条 | 第1項               | クリミア・コンゴ出血熱 | 216時間                                       | 一類感染症 （第6条第2項）                |
| 検疫法第2条 | 第1項               | 痘瘡（天然痘） | 408時間                                       | 一類感染症 （第6条第2項）                |
| 検疫法第2条 | 第1項               | 南米出血熱 | 384時間                                       | 一類感染症 （第6条第2項）                |
| 検疫法第2条 | 第1項               | ペスト |                                               | 一類感染症 （第6条第2項）                |
| 検疫法第2条 | 第1項               | マールブルグ病 | 240時間                                       | 一類感染症 （第6条第2項）                |
| 検疫法第2条 | 第1項               | ラッサ熱 | 504時間                                       | 一類感染症 （第6条第2項）                |
| 検疫法第2条 | 第2項               | 新型インフルエンザ | 240時間                                       | 新型インフルエンザ等感染症（第6条第7項） |
| 検疫法第2条 | 第2項               | 再興型インフルエンザ | 240時間                                       | 新型インフルエンザ等感染症（第6条第7項） |
| 検疫法第2条 | 第2項               | 新型コロナウイルス感染症 | 336時間                                       | 新型インフルエンザ等感染症（第6条第7項） |
| 検疫法第2条 | 第2項               | 再興型コロナウイルス感染症 | 336時間                                       | 新型インフルエンザ等感染症（第6条第7項） |
| 検疫法第2条 | 第3項 (施行令第1条) | ジカウイルス感染症 |                                               | 四類感染症（第6条第5項）                 |
| 検疫法第2条 | 第3項 (施行令第1条) | チクングニア熱 |                                               | 四類感染症（第6条第5項）                 |
| 検疫法第2条 | 第3項 (施行令第1条) | 中東呼吸器症候群 （病原体がベータコロナウイルス属MERSコロナウイルスであるものに限る。）                                            |                                               | 二類感染症（第6条第3項）                 |
| 検疫法第2条 | 第3項 (施行令第1条) | デング熱 |                                               | 四類感染症（第6条第5項）                 |
| 検疫法第2条 | 第3項 (施行令第1条) | 鳥インフルエンザ （病原体がインフルエンザウイルスA属インフルエンザAウイルスであって その血清亜型がH5N1又はH7N9であるものに限る。） |                                               | 二類感染症（第6条第3項）                 |
| 検疫法第2条 | 第3項 (施行令第1条) | マラリア |                                               | 四類感染症（第6条第5項）                 |